# Papillaria perichaetialis
Papillaria perichaetialis är en bladmossart som beskrevs av Georg Friedrich von Jaeger 1877. Papillaria perichaetialis ingår i släktet Papillaria och familjen Meteoriaceae. Inga underarter finns listade i Catalogue of Life.